# Domenico Petrucci
Domenico Petrucci (* in Civita Castellana; † 1598) war ein italienischer Geistlicher und Bischof.

## Leben
Petrucci erlangte den akademischen Grad eines Doctor iuris utriusque und wurde 1579 von Papst Gregor XIII. zum Inquisitor in Malta bestellt. Der Großmeister des Malteserordens, Jean de la Cassière, mischte sich in Petruccis Aufgabenbereich ein, und die Meinungsverschiedenheiten führten dazu, dass Petrucci die Römische Kurie um Hilfe ersuchte. Der Inquisitor wurde fälschlich beschuldigt, einen Mordanschlag auf den Großmeister geplant zu haben. Als ihm die Nachstellungen übermäßig zusetzten, verließ er im September 1580 die maltesischen Inseln.
Papst Gregor XIII. ernannte ihn am 27. April 1582 zum Bischof von Strongoli. Die Bischofsweihe spendete ihm am 17. Juni 1582 in Rom Kardinal Giulio Antonio Santorio; Mitkonsekratoren waren der Bischof von Alife, Giovanni Battista Santorio, und Augustin Kvinti (Quinzio) OP, Bischof von Korčula. Am 23. Juli 1584 wurde er auf den Bischofssitz von Bisignano transferiert. Er starb um 1598.